# Hexura
Hexura is een geslacht van spinnen uit de familie Mecicobothriidae.

## Soorten
Het geslacht kent de volgende soorten:
- Hexura picea Simon, 1884
- Hexura rothi Gertsch & Platnick, 1979